# Biên niên sử thế giới hiện đại
Lịch sử thế giới hiện đại theo mốc từng năm, từ năm 1910 đến nay.

## Thập niên 1910
- 1910: Bắt đầu cuộc cách mạng México. George V trở thành vua của Vương quốc Anh và hoàng đế của Ấn Độ. Liên minh Nam Phi được thành lập. Bồ Đào Nha chính thức bãi bỏ chế độ quân chủ. Nhật Bản xâm lược Triều Tiên. Sao chổi Halley trở lại.
- 1911: Roald Amundsen trở thành người đầu tiên đạt chân đến Nam Cực. New Delhi trở thành thủ đô của Ấn Độ thuộc Anh. Ernest Rutherford khám phá ra các hạt nhân nguyên tử. Cuộc chiến tranh Italia-Thổ Nhĩ Kỳ kết thúc với việc Libya trở thành thuộc địa của Ý
- 1912: Cách mạng Tân Hợi thắng lợi, lật đổ Nhà Thanh. Đại hội Dân tộc Phi được thành lập. Maroc trở thành một nước bảo hộ của Pháp. Vụ chìm tàu Titanic. Chiến tranh Balkan lần thứ nhất bùng nổ. Woodrow Wilson được bầu làm Tổng thống thứ 28 của Hoa Kỳ. Arizona trở thành bang cuối cùng được sáp nhập vào Liên bang. Hoa Kỳ chiếm đóng Nicaragua.
- 1913: Niels Bohr công thức hoá mô hình gắn kết đầu tiên của hạt nhân nguyên tử mở đường cho cơ học lượng tử. Kết thúc chiến tranh vùng Balkan lần thứ hai. George I của Hy Lạp bị ám sát. Công ty Ford Motor giới thiệu dây chuyền lắp ráp tự động đầu tiên.
- 1914: Gavrilo Princip ám sát Franz Ferdinand của Áo tại Sarajevo, bùng nổ Thế Chiến I. Vương quốc Anh thiết lập Vương quốc Hồi giáo Ai Cập trở thành một xứ bảo hộ. Khánh thành kênh đào Panama. Đức Thánh Cha Benedict XV trở thành Giáo hoàng.
- 1915: Thảm hoạ diệt chủng Armenia. Khí độc lần đầu được sử dụng trong chiến tranh, tại trận Ypres
- 1916: Cuộc nổi dậy Lễ phục sinh ở Ireland. Thời kỳ quân phiệt bắt đầu ở Trung Quốc. Chiến dịch Gallipoli thất bại. Xe tăng lần đầu đưa vào sử dụng ở trận sông Somme. Grigory Rapustin bị ám sát. Trận Verdun.
- 1917: Cách mạng tháng 10 Nga đưa những người cộng sản, nhân dân lao động lên nắm quyền, bùng nổ Nội chiến Nga. Mỹ tham gia Thế Chiến I cùng phe Hiệp ước. Ba Lan giành độc lập.
- 1918: Thế Chiến I kết thúc. Wilhelm II thoái vị. Đại dịch cúm ở Tây Ban Nha. Ukraina và Belarus giành độc lập. Nội chiến Phần Lan. Anh chiếm Palestine.
- 1919: Hiệp ước Versailles trừng phạt Đức và đem lại lợi ích cho các nước thắng trận. Cách mạng Đức lật đổ chế độ quân chủ, thiết lập chế độ cộng hoà Weimar. Estonia giành độc lập. Hội Quốc Liên được thành lập. Chiến tranh Nga-Ba Lan 1919. Đảng phát xít Italia được thành lập. Quốc tế cộng sản được thành lập. Tổ chức Lao động Quốc tế được thành lập. Ernest Rutherford phát hiện ra proton.

## Thập niên 1920
- 1920: Hi Lạp khôi phục lại chế độ quân chủ. Chiến tranh Armenia-Thổ Nhĩ Kỳ. Armenia và Azerbaijan sáp nhập với Liên Xô. Mahatma Gandhi đề ra phong trào kháng chiến bất bạo động.
- 1921: Siêu lạm phát ở Đức. Gruzia sáp nhập vào Liên Xô. Triều đại Pahlavi lên nắm quyền ở Iran. Albert Einstein giành giải thưởng Nobel Vật lý.
- 1922: Đế chế Ottoman sụp đổ. Tỉnh Bắc Ireland được thành lập ở Vương quốc Anh. Liên hợp các quốc gia Mỹ Latinh gồm Costa Rica, Honduras, Guatemala và El Salvador tan rã. Ai Cập giành quyền tự trị từ Đế quốc Anh. Benito Mussolini lên nắm quyền ở Italy. Phát hiện ra mộ của Tutankhamun. Liên bang Xô viết được thành lập, trở thành nhà nước cộng sản đầu tiên của nhân loại. Hoà ước Washington được ký kết.
- 1923: Tạp chí Times xuất bản số đầu tiên. Cuộc đảo chính do Adolf Hitler cầm đầu nhằm lật đổ chế độ cộng hoà Weimar bất thành. Động đất Kanto giết chết 105.000 người ở Nhật Bản. Nước cộng hoà Thổ Nhĩ Kỳ được thành lập. Công ty Wait Disney được thành lập.
- 1924: Vladimir Lenin qua đời. Cuộc nổi dậy tháng Tám ở Georgia chống chính quyền Xô viết. Geogre Gershwin sáng tác bản Rhapsody in Blue. Luật di cư Mỹ năm 1924 hạn chế đáng kể số người nhập cư từ nước ngoài.
- 1925: Mussolini thiết lập chế độ độc tài ở Ý. Vô tuyến truyền hình đầu tiên được tạo ra bởi John Logie Baird. Điều uớc quốc tế Locarno được ký kết.
- 1926: Hirohito trở thành hoàng đế Nhật Bản. Các cuộc đảo chính ở Ba Lan, Hi Lạp và Bồ Đào Nha thiết lập chính quyền độc tài.
- 1927: Joseph Stalin trở thành nhà lãnh đạo Liên Xô. Vương quốc Anh và Ireland chính thức đổi thành Vương quốc Liên hiệp Anh và Bắc Ireland. Ả Rập Xê Út giành độc lập. Chuyến bay vượt Đại Tây Dương của Charles Lindbergh. Dân số thế giới đạt 2 tỷ người.
- 1928: Alexander Fleming phát hiện ra penicillin. Kết thúc thời kỳ quân phiệt ở Trung Quốc. Malta trở thành thành viên Khối Liên hiệp Anh. Vua Zog I nắm quyền tại Albania. Phong trào Chữ thập đỏ và Trăng lưỡi liềm đỏ quốc tế được thành lập. Nhân vật chuột Mickey ra đời.
- 1929:Thị trường chứng khoán Phố Wall sụp đổ, bắt đầu cuộc Đại suy thoái. Giáo hoàng Pius XVI ký hiệp ước Lateran với Benito Mussolini. Vatican được công nhận là một nhà nước có chủ quyền. Trao giải Oscar đầu tiên.

## Thập niên 1930
- 1930: Clyde Tombaugh phát hiện ra Sao Diêm Vương. Cuộc diễu hành muối của Mahatma Gandhi chống chế độ thuế của thực dân Anh. Các cuộc đảo chính quân sự ở Peru và Brazil. World Cup lần đầu được tổ chức ở Uruguay.
- 1931: Lũ lụt ở Trung Quốc giết chết 2,5 triệu người. Nam Phi giành độc lập. Toà nhà Empire State được xây dựng. Đệ Nhị Cộng hoà Tây Ban Nha được thành lập. Nước Cộng hoà Xô viết Trung Hoa được thành lập bởi Mao Trạch Đông. Nhật Bản xâm lăng Mãn Châu.
- 1932: Đảng Quốc Xã vươn lên trở thành đảng lớn nhất trong quốc hội Đức. Cuộc đảo chính quân sự ở Chile. Kênh truyền hình BBC lần đầu được phát sóng. Phát hiện ra Neutron.
- 1933: Adolf Hitler trở thành thủ tướng Đức. Công bố chính sách kinh tế mới ở Mỹ nhằm khôi phục kinh tế dưới tác động của Đại suy thoái. Nhật Bản và Đức rút khỏi Hội Quốc Liên.
- 1934: Cuộc Vạn lý Trường chinh của Mao Trạch Đông. Hoa Kỳ trao quyền tự trị cho Philippines. Hitler gây ra sự kiện Đêm những con dao dài, sát hại các đối thủ của ông ta. Paul Hindenburg qua đời. Hitler tự xưng là Fuhrer của nước Đức.
- 1935: Chiến tranh Italy - Abyssinian lần thứ hai kết thúc với việc Abyssinian trở thành thuộc địa của Ý. Ba Tư được đổi tên thành Iran. Ban hành Đạo luật phân biệt chủng tộc Nuremberg ở Đức.
- 1936: Nội chiến Tây Ban Nha bùng nổ. Đại thanh trừng bắt đầu dưới thời Stalin. Cuộc nổi dậy của người Ả Rập ở Palestine phản đối làn sóng nhập cư của người Do Thái.
- 1937: Nhật Bản bắt đầu cuộc xâm lược Trung Quốc. Vụ thảm sát Nam Kinh. Neville Chamberlain trở thành thủ tướng Vương quốc Anh. Vua Geogre VI suýt bị ám sát bởi những người trong quân đội Cộng hoà Ireland. Cái chết của Geogre Gershwin và Maurice Ravel.
- 1938: Áo sáp nhập vào Đức. Hiệp ước Munich thể hiện đỉnh cao của chính sách nhượng bộ giữa Anh, Pháp với phát xít Đức. Đêm kính vỡ ở Đức, chiến dịch tiêu diệt người Do Thái của Hitler. Superman lần đầu xuất hiện trên trang bìa của DC Comics
- 1939: Nội chiến Tây Ban Nha chấm dứt. Francisco Franco trở thành nhà độc tài của Tây Ban Nha. Hiệp ước Molotov-Ribbentrop giữa Đức và Liên Xô. Đức Quốc Xã xâm lược Ba Lan, bùng nổ Thế Chiến II. 16 ngày sau, Liên Xô tấn công Ba Lan từ phía đông.

## Thập niên 1940
- 1940: Đức Quốc Xã xâm lược Đan Mạch, Na Uy, Bỉ, Hà Lan, Luxembourg và Pháp. Thảm sát Katyn. Các quốc gia vùng Baltic bị sáp nhập vào Liên Xô. Chiến tranh Liên Xô-Phần Lan. Winston Churchill trở thành thủ tướng của Vương quốc Anh. Trận chiến nước Anh, trận không chiến lớn đầu tiên trong lịch sử, gây nên những tổn thất lớn cho quân Đức trong kế hoạch xâm lược Anh.
- 1941: Chiến dịch Holocaust được mở rộng. Trận chiến Trân Châu Cảng, dẫn tới việc Hoa Kỳ chính thức tuyên chiến với phe Trục. Phát xít Đức mở chiến dịch Barbarossa nhằm thôn tính Liên Xô. Cuộc vây hãm Tobruk đánh dấu thất bại đầu tiên của lục quân Đức trong Thế Chiến II. Trận Leningrad.
- 1942: Hiến chương Đại Tây Dương được ký kết. Trận Midway. Trận El Alamein lần thứ hai, trận Guadalcanal và trận Stalingrad tạo nên bước ngoặt của cuộc chiến tranh. Cuộc giam giữ công dân Mỹ gốc Nhật Bản ở Mỹ bắt đầu. Dự án Manhattan được tiến hành.
- 1943: Trận vòng cung Kursk kết thúc với thất bại của quân Đức và trở thành cuộc tấn công cuối cùng của họ ở mặt trận phía Đông. Hội nghị Tehran với sự tham gia của nguyên thủ 3 nước Đồng minh. Cách mạng Xanh bắt đầu.
- 1944: D-Day, quân Đồng minh mở mặt trận thứ hai ở Tây Âu. Máy tính điện tử đầu tiên, Colossus đi vào hoạt động. Trận Leyte.
- 1945: Vụ đánh bom Dresden của Mỹ-Anh làm 25,000 người chết ở thành phố Dresden thuộc Đức. Trận Berlin. Hội nghị Yalta. Cái chết của Franklin Delano Roosevelt, Adolf Hitler và Benito Mussolini. Vụ ném bom nguyên tử xuống Hiroshima và Nagasaki. Thế Chiến II kết thúc. Tuyên bố Postdam khởi nguồn của sự chia rẽ Đông- Tây. Liên Hợp Quốc được thành lập. Nội chiến Trung Quốc bùng nổ trở lại. Triều Tiên giành độc lập và bị chia cắt. Cái chết của Anne Frank và Béla Bartók. Indonesia giành độc lập. Tòa án Nürnberg xét xử tội ác Đức Quốc Xã.
- 1946: Ý trở thành nước cộng hoà. Jordan giành độc lập. Thực dân Pháp quay trở lại xâm lược Đông Dương. Hình ảnh đầu tiên chụp Trái Đất từ không gian. Bhumibol Adulyadej trở thành vua của Thái Lan. Philippines tuyên bố độc lập.
- 1947: Ấn Độ và Pakistan giành độc lập. Chiến tranh Ấn Độ-Pakistan lần thứ nhất. Máy bay X-1 trở thành máy bay đầu tiên vượt qua tốc độ âm thanh. Học thuyết Truman được công bố nhằm ngăn chặn sự bành trướng của chủ nghĩa cộng sản. CIA được thành lập.
- 1948: Thành lập nhà nước Israel. Chiến tranh Ả Rập-Israel bùng nổ. Cuộc phong tỏa Berlin của Liên Xô. Kế hoạch Marshall. OECD và Tổ chức Y tế thế giới được thành lập. Mahatma Gandhi bị ám sát. Miến Điện giành độc lập.
- 1949: Tổ chức NATO được thành lập. Nước Đức bị chia cắt thành hai quốc gia Cộng hoà Liên bang Đức và Cộng hoà dân chủ Đức. COMECON được thành lập bởi Liên Xô và các nước Đông Âu. Phân chia vùng Kashmir. Nước Cộng hoà Nhân dân Trung Hoa được thành lập. Liên Xô chế tạo thành công bom nguyên tử, phá vỡ thế độc quyền hạt nhân của Hoa Kỳ.

## Thập niên1950
- 1950: Bùng nổ chiến tranh Triều Tiên. Lhamo Dondrub trở thành Đạt Lai Lạt Ma của Tây Tạng.
- 1951: Chương trình Colombo đi vào hoạt động. Hiệp ước San Francisco kết thúc sự chiếm đóng của Mỹ đối với Nhật Bản và chính thức kết thúc chiến sự giữa hai cường quốc này.
- 1952: Cộng đồng phòng thủ châu Âu được thành lập. Cách mạng Ai Cập do Gamal Abdel Nasser lãnh đạo lật đổ vua Farouk và kết thúc sự chiếm đóng của Anh. Hiệp ước Bonn- Paris chấm dứt sự chiếm đóng của quân Đồng minh với Tây Đức. Kích nổ quả bom khinh khí đầu tiên. Chuyến bay phản lực thương mại đầu tiên. Khởi nghĩa Mau Mau bùng nổ ở Kenya.
- 1953: Campuchia giành độc lập. Khám phá ra DNA. Cuộc chinh phục đỉnh núi Everest đầu tiên. Mohammed Mossadeq bị lật đổ ở Iran. Kết thúc Chiến tranh Triều Tiên. Cái chết của Joseph Stalin. Cuộc tranh giành quyền lực bắt đầu giữa Georgy Malenkov và Nikita Khrushchyov. Sự nghiệp âm nhạc của Elvis Presley được mở ra.
- 1954: Liên minh Tây Âu được thành lập. Toà án tối cao Hoa Kỳ ra nghị quyết cấm phân biệt chủng tộc ở các trường công trên toàn Liên bang. Liên Xô xây dựng nhà máy điện hạt nhân đầu tiên. Chiến dịch Điện Biên Phủ thắng lợi, Pháp rút khỏi Đông Dương và Việt Nam bị chia cắt làm 2 miền. Chiến tranh Algérie bùng nổ.
- 1955: Nikita Khrushchyov trở thành nhà lãnh đạo của Liên Xô. Ký kết Hiệp ước Warsaw. Nội chiến Sudan lần thứ nhất bùng nổ. CENTO được thành lập.
- 1956: Sudan và Tunisia giành độc lập. Đệ Ngũ Cộng hòa Pháp được thành lập. Cách mạng Hungary bị nghiền nát bởi Hồng quân Liên Xô. Khủng hoảng kênh đào Suez.
- 1957: Sputnik 1 được phóng vào vũ trụ, khởi đầu kỷ nguyên vũ trụ của loài người. Ghana giành độc lập. Hiệp ước Rome được ký kết.
- 1958: Nạn đói lớn ở Trung Quốc giết chiết khoảng 3 triệu người. NASA được thành lập. Phát minh ra băng cassette.
- 1959: Cách mạng Cuba thắng lợi. Síp và Singapore giành độc lập. Alaska và Hawaii được sáp nhập vào Hoa Kỳ. Đạt Lai Lạt Ma bị trục xuất khỏi Tây Tạng. Ca nhiễm AIDS đầu tiên trong lịch sử. Chiến tranh Việt Nam bùng nổ. Richie Valens, Buddy Holly và The Big Bopper chết trong một tai nạn máy bay. Dân số thế giới đạt 3 tỷ người

## Thập niên 1960
- 1960: Hiệp hội mậu dịch tự do châu Âu hình thành. Sự cố tên lửa U-2 đốt nóng sự căng thẳng giữa hai siêu cường. Năm châu Phi: 17 quốc gia Lục địa đen giành độc lập. Vụ ám sát Patrice Lumumba khởi đầu cuộc Khủng hoảng Congo. Vụ thảm sát Sharpeville ở Nam Phi. Chuyến thám hiểm đầu tiên tới khu vực sâu nhất Trái Đất, rãnh Mariana. Laser được phát minh. Ban nhạc The Beatles được thành lập. Muhammad Ali giành huy chương vàng Olympic 1960 ở Roma.
- 1961: Đại nhảy vọt kết thúc ở Trung Quốc sau cái chết của 20 triệu người. Bức tường Berlin được xây dựng. Yuri Gagarin trở thành người đầu tiên bay vào vũ trụ. Tổng thư ký Liên Hợp Quốc Dag Hammarskjöld chết trong một tai nạn máy bay.
- 1962: Khủng hoảng tên lửa Cuba. Algérie giành độc lập. Cái chết của Marilyn Monroe. Chiến tranh Indonesia- Malaysia. Một cuộc đảo chính lật đổ nền quân chủ và thành lập nước Cộng hòa Ả Rập Yemen dẫn tới cuộc nội chiến tại nước này. Chiến tranh Trung-Ấn.
- 1963: Kenya giành độc lập. Bài phát biểu "Tôi có một giấc mơ" của Martin Luther King. Vụ ám sát tổng thống John Kennedy.
- 1964: Leonid Brezhnev nắm quyền ở Liên Xô. Malta, Malawi và Tanzania giành độc lập. Luật dân quyền bãi bỏ sự phân biệt chủng tộc ở Mỹ. Xung đột vũ trang ở Colombia. Hình ảnh cận cảnh đầu tiên của Sao Hỏa.
- 1965: Winston Churchill và Malcolm X qua đời. Khủng hoảng Công gô kết thúc với việc Joseph Mobutu trở thành nhà độc tài của nước này.Vụ thanh trừng chống Cộng tại Indonesia sát hại 500.000 người. Chiến tranh Án Độ- Pakistan lần 2.
- 1966: Cách mạng Văn hóa tại Trung Quốc. Lesotho, Botswana và Barbados giành độc lập.
- 1967: Chiến tranh Sáu ngày. Nội chiến Nigeria bùng nổ sau tuyên bố độc lập của nước Cộng hòa Biafra. ASEAN được thành lập.
- 1968: Vụ ám sát Martin Luther King và Robert Kennedy. Cuộc khởi nghĩa Mùa xuân Praha bị dập tắt bởi can thiệp quân sự từ các nước Đông Âu. Các cuộc biểu tình tháng Năm tại Pháp. Tổng công kích Tết Mậu Thân tại Việt Nam.
- 1969: Con người lần đầu tiên đặt chân lên Mặt Trăng. Phát minh ra ARPANET, tiền thân của internet ngày nay. Muammar Gaddafi lật đổ vua Idiris và trở thành tổng thống nước Cộng hòa Ả Rập Libya.

## Thập niên 1970
- 1970: Nội chiến Nigeria kết thúc với sự sáp nhập trở lại của nước Cộng hòa Biafra sau cái chết của 3 triệu người. Các cuộc biểu tình chống chính phủ ở Ba Lan. Bùng nổ Nội chiến Campuchia. Phê chuẩn Hiệp ước không phổ biến vũ khí hạt nhân. Chuyến bay đầu tiên của máy bay Boeing 747. Bão Bhola giết 500.000 người ở Pakistan. Tháng Chín đen tối tại Jordan. Cái chết của Gamal Abdel Nasser. Anwar Sadat trở thành Tổng thống Ai Cập. Khủng hoảng tháng Mười tại Canada.
- 1971: Bangladesh giành độc lập từ Pakistan. Chiến tranh Ấn Độ-Pakistan lần 3. Phát hiện ra vi mạch. Idi Amin nắm quyền tại Uganda. Tổ chức Hòa bình xanh được thành lập.
- 1972: Ngày Chủ nhật đẫm máu ở Bắc Ireland. Tổng thống Ferdinand Marcos ban lệnh thiết quân luật tại Philippines. Thảm sát Munich diễn ra ở Thế vận hội mùa hè 1972 tại Đức.
- 1973: Đảo chính tại Chile. Chiến tranh Yom Kippur. Vụ Watergate bị phanh phui. Trạm không gian đầu tiên, Skylab được xây dựng. Cái chết của Pablo Picasso. Hình ảnh cận cảnh đầu tiên của Sao Mộc.
- 1974: Thổ Nhĩ Kỳ chiếm đóng Síp. Cách mạng tại Bồ Đào Nha xóa bỏ chế độ độc tài. Hoàng đế Haile Selassie I của Ethiopia bị lật đổ trong một cuộc đảo chính quân sự. Hình ảnh cận cảnh đầu tiên của Sao Thủy. Dân số thế giới đạt 4 tỷ người. Richard Nixon từ chức. Angola và Mozambique giành độc lập.
- 1975: Kết thúc Chiến tranh Việt Nam và sự sụp đổ của Việt Nam Cộng hòa. Cái chết của Francisco Franco. Juan Carlos I trở thành vua Tây Ban Nha. Dmitri Shostakovich chết. Nội chiến Campuchia kết thúc với chiến thắng cho quân Khmer Đỏ. Chế độ diệt chủng của Pol Pot.
- 1976: Phát hiện ca nhiễm virus Ebola đầu tiên. Cái chết của Mao Trạch Đông. Kết thúc Cách mạng Văn hóa. Máy tính Apple được phát minh.
- 1977: Máy tính cá nhân đầu tiên được bán ra. Khởi động Chương trình Voyager. Cái chết của Elvis Presley. Thảm họa Tenerife đánh dấu tai nạn khủng khiếp nhất trong lịch sử hàng không.
- 1978: Khám phá ra vệ tinh của Sao Diêm Vương, Charon. Tuvalu giành độc lập. Ca sinh sản vô tính đầu tiên. Bùng nổ Chiến tranh Việt Nam- Campuchia và chiến tranh Uganda- Tanzania. Chiến tranh Afganistan bùng nổ. Đặng Tiểu Bình bắt đầu cải cách kinh tế ở Trung Quốc.
- 1979: Bệnh đậu mùa tận diệt. Chiến tranh giành độc lập ở Zimbabwe kết thúc. Cách mạng Iran bùng nổ. Vua Reza Pahlavi buộc phải lưu vong. Chuyến thăm của giáo hoàng John Paul II tại Ba Lan làm dấy lên phong trào Công đoàn Đoàn kết. Hình ảnh cận cảnh đầu tiên của Sao Thổ. Margaret Thatcher trở thành Thủ tướng Anh. Trung Quốc thực hiện chính sách một con. Chiến tranh Việt Nam- Campuchia kết thúc với sự sụp đổ của Khmer Đỏ và 1,7 triệu người chết. Chiến tranh biên giới Việt-Trung bùng nổ. Cách mạng Nicaragua.

## Thập niên 1980
- 1980: Rhodesia giành độc lập và đổi tên thành Zimbabwe. Vanuatu giành độc lập. Ronald Reagan trở thành Tổng thống Hoa Kỳ. Nữ hoàng Beatrix lên ngôi tại Hà Lan. Chiến tranh Iran-Iraq bùng nổ. Nội chiến El Salvador bùng nổ. Cái chết của John Lennon.
- 1981: Palau giành độc lập. Chuyến bay đầu tiên của tàu con thoi. Vụ ám sát Anwar Sadat.
- 1982: Cái chết của Leonid Brezhnev, Yuri Andropov trở thành lãnh đạo của Liên Xô. Israel xâm lược Liban.Chiến tranh Falkland nổ ra giữa Argentina và Vương quốc Anh. Thảm sát Hama tại Syria khiến 10.000 người chết.
- 1983: GPS lần đầu được sử dụng cho mục đích dân sự. Brunei giành độc lập. Chế độ độc tài ở Argentina sụp đổ. Mỹ xâm lược Grenada. Nội chiến Sudan lần 2. Vụ đánh bom đại sứ quán Hoa Kỳ ở Beirut.
- 1984: Cái chết của Yuri Andropov; Konstantin Chernenko trở thành nhà lãnh đạo Liên Xô. Nạn đói bùng nổ ở Ethiopia. Cuộc đình công của thợ mỏ tại Anh. Indira Gandhi bị ám sát.
- 1985: Live Aid. Cái chết của Konstantin Chernenko; Mikhail Gorbachev trở thành nhà lãnh đạo Liên Xô. Chế độ độc tài quân sự ở Brazil sụp đổ.
- 1986: Thảm họa tàu không gian Challenger và Thảm họa Chernobyl ở Liên Xô. Nội chiến tại Nam Yemen. Hình ảnh cận cảnh đầu tiên của Sao Thiên Vương. Sự trở lại của Sao chổi Halley. Kết thúc chế độ độc tài ở Philippines. Việt Nam bắt đầu tiến hành Đổi Mới.
- 1987: Ngày thứ Hai đen tối, thị trường chứng khoán thế giới khủng hoảng. Phong trào Intifada giữa Israel và Palestine bùng nổ. Dân số thế giới đạt 5 tỷ người.
- 1988: Chương trình cải tổ được tiến hành ở Liên Xô. Kết thúc Chiến tranh Iran-Iraq. Chế độ độc tài của Augusto Pinochet tại Chile sụp đổ. Đảo chính quân sự tại Myanmar. Đường hầm eo biển Manche được xây dựng.
- 1989: Bức tường Berlin sụp đổ. Chế độ cộng sản ở Đông Âu sụp đổ. Vụ thảm sát Quảng trường Thiên An Môn tại Trung Quốc. Chế độ độc tài ở Paraguay đi đến hồi kết. Cái chết của Hoàng đế Hirohito. Sự cố tràn dầu Exxon Valdez. Hình ảnh cận cảnh đầu tiên của Sao Hải Vương. Nội chiến Liberia lần thứ nhất bùng nổ.

## Thập niên 1990
- 1990: Tim Berners-Lee phát minh ra World Wide Web. Tái thống nhất nước Đức. Kính viễn vọng không gian Hubble lần đầu được sử dụng. Chiến tranh Vùng Vịnh bùng nổ. Aung San Suu Kyi bị lực lượng vũ trang Myanmar quản thúc. Bắc Yemen và Nam Yemen thống nhất thành nước Cộng hòa Yemen.
- 1991: Liên Xô tan rã thành 15 nước cộng hòa độc lập. SNG được thành lập. Boris Yeltsin trở thành Tổng thống đầu tiên của nước Liên bang Nga. Bùng nổ nội chiến tại Somalia, Sierra Leone và Algérie. Chiến tranh Vùng Vịnh kết thúc.
- 1992: Hiệp ước Maastricht chính thức thành lập Liên minh châu Âu. Bill Clinton trở thành Tổng thống nước Mỹ. Chế độ độc tài ở Albania và Hàn Quốc sụp đổ. Chiến tranh Bosnia bùng nổ. Bạo loạn ở Los Angeles xung quanh phán quyết tha bổng những người tham gia trong vụ đánh đập Rodney King.
- 1993: Tiệp Khắc tách thành 2 nhà nước Cộng hòa Séc và Slovakia. Eritrea giành độc lập. Vụ đánh bom Trung tâm thương mại thế giới. Cuộc bao vây Waco.
- 1994: Chế độ phân biệt chủng tộc Apartheid chấm dứt tại Nam Phi. Nelson Mandela trở thành tổng thống da đen đầu tiên của nước này. Chiến tranh Chechnya lần thứ nhất bắt đầu. Vụ ám sát Juvenal Habyarimana và Cyprien Ntaryamira gây nên Nạn diệt chủng Rwanda. Cái chết của Kim Nhật Thành. Kim Chính Nhật trở thành lãnh đạo tối cao của Bắc Triều Tiên.
- 1995: Thành lập Tổ chức Thương mại Thế giới. Trùm khủng bố Mỹ Timothy McVeigh gây nên vụ đánh bom khủng bố ở thành phố Oklahoma. Thảm sát Srebrenica. Vụ ám sát Yitzhak Rabin. Nạn đói ở Bắc Triều Tiên bắt đầu. Áo, Phần Lan và Thụy Điển gia nhập Liên minh châu Âu.
- 1996: Chiến tranh Congo lần thứ nhất bùng nổ. Chế độ độc tài ở Đài Loan sụp đổ. Cừu Dolly trở thành động vật có vú đầu tiên được nhân bản vô tính thành công. Taliban lên nắm quyền ở Afghanistan.
- 1997: Hồng Kông chính thức được chuyển giao chủ quyền từ Anh sang Trung Quốc. Zaire đổi tên thành nước Cộng hòa Dân chủ Congo. Diana, công nương xứ Wales bị chết trong một tai nạn xe hơi ở Paris.
- 1998: Osama Bin Laden tuyên bố chống lại Phương Tây. Chiến tranh Congo lần thứ 2 bùng nổ. Hiệp định GFA đem lại hướng giải quyết cho những rắc rối tại Bắc Ireland. Nạn đói ở Bắc Triều Tiên giết chết 2,5 triệu người.
- 1999: Đồng Euro lần đầu được ra mắt và sau đó trở thành đồng tiền chính thức của hầu hết các nước EU. Nội chiến Nam Tư kết thúc. Hugo Chavez trở thành Tổng thống của Venezuela. Chiến tranh Chechnya lần thứ hai và Nội chiến Liberia lần 2 bắt đầu. Chiến tranh Ấn Độ-Pakistan lần thứ tư. Cuộc khủng hoảng ở Đông Timor dẫn đến 1400 người chết. Thảm sát Trường Trung học Columbine tại Colorado, Mỹ. Bill Clinton được thượng viện Mỹ tha bổng sau scandal tình ái. Dân số thế giới đạt 6 tỷ người.

## Thập niên 2000
- 2000: Lễ kỷ niệm thiên niên kỷ 3. Israel chấm dứt sự chiếm đóng với Liban. Vladimir Putin trở thành Tổng thống Nga. Quân đội Anh khởi động Chiến dịch Palliser, kết thúc cuộc nội chiến tại Sierra Leone. Trạm vũ trụ quốc tế bắt đầu hoạt động. Hội nghị thượng đỉnh liên Triều đầu tiên.
- 2001: Vụ khủng bố ngày 11 tháng 9, những kẻ khủng bố lái máy bay đâm thẳng vào Trung tâm Thương mại Thế giới và Lầu Năm Góc, giết chết khoảng 2500 người. Mỹ tuyên bố phát động Chiến tranh chống khủng bố. Bùng nổ Chiến tranh Afganistan. Wikipedia chính thức được thành lập. Bạo loạn tại Argentina liên quan tới cuộc khủng hoảng kinh tế buộc Tổng thống nước này từ chức. Tổng thống Joseph Estrada của Philippines bị luận tội.
- 2002: Vụ đánh bom Bali. Phiến quân Chechnya gây nên Vụ khủng bố nhà hát Dubrovka Moskva ở Moskva, Nga. Trại giam Vịnh Guantánamo được thành lập. Nội chiến Algérie kết thúc. Cách mạng Hoa hồng ở Gruzia. Đông Timor giành độc lập.
- 2003: Chiến tranh Iraq bùng nổ, gây nên làn sóng biểu tình trên toàn thế giới. Dự án bản đồ gen người được hoàn thành. Nội chiến tại Congo và Liberia kết thúc. Wikipedia Tiếng Việt được thành lập.
- 2004: EU nâng tổng số thành viên của mình lên 24 quốc gia, bao gồm cả các nước thuộc khối Đông Âu trước kia. Liên minh các Quốc gia Nam Mỹ được hình thành. Cách mạng Cam ở Ukraine. Sóng thần ở Ấn Độ Dương, làm cho 230.000 người chết. Cái chết của Ronald Reagan và Yasser Arafat.
- 2005: IRA kết thúc chiến dịch quân sự ở Bắc Ireland. Vụ tấn công ngày 7/7 ở Luân Đôn. Angela Merkel trở thành nữ Thủ tướng đầu tiên của nước Đức. Cách mạng Tulip ở Kyrgyzstan. Phong trào Intifada lần 2 kết thúc. Israel rút khỏi Dải Gaza. Cách mạng Cedar ở Liban bùng nổ bởi vụ ám sát Rafic Hariri. Bão Katrina giết chết gần 2.000 người dân ở Vịnh México. 80.000 người thiệt mạng trong trận động đất ở Kashmir. Nghị định thư Kyoto có hiệu lực.
- 2006: Montenegro giành độc lập. Cuộc xâm lược lần thứ hai của Israel với của Liban. Ellen Johnson Sirleaf trở thành Tổng thống nữ đầu tiên của Liberia và châu Phi. Saddam Hussein bị hành hình. Cá heo sông Dương Tử bị tuyên bố tuyệt chủng về mặt chức năng.
- 2007: Cuộc biểu tình chống chính phủ ở Myanmar bị đàn áp bởi nhà cầm quyền quân phiệt. Bùng nổ Suy thoái kinh tế toàn cầu. Vụ ám sát Benazir Bhutto. Việt Nam gia nhập WTO.
- 2008: Kết thúc chế độ quân chủ ở Nepal. Chiến tranh Gaza. Kosovo tuyên bố độc lập gây nên những phản ứng trái chiều trên toàn thế giới. Chiến tranh Nam Ossetia giữa Nga và Gruzia bùng nổ.
- 2009: Chiến tranh Gaza kết thúc. Chiến tranh Chechnya lần thứ hai kết thúc. Nhóm vũ trang hồi giáo Boko Haram nổi loạn tại Nigeria. Cái chết của Michael Jackson. Burj Khalifa ở Dubai, tòa nhà chọc trời cao nhất thế giới, được hoàn thành. Đại suy thoái chính thức kết thúc. Hiệp ước Lisbon được phê duyệt. Barack Obama trở thành Tổng thống da đen đầu tiên của Hợp Chủng Quốc Hoa Kỳ.

## Thập niên 2010
- 2010: Động đất 7 độ richter ở Haiti làm 230.000 người thiệt mạng. Vỡ nợ ở Hy Lạp gây nên khủng hoảng nợ ở Châu Âu. Aung San Suu Kyi được ra tù. Trang web Wikileaks phát hành hàng ngàn tài liệu mật của chính phủ Mỹ. Phong trào Mùa xuân Ả Rập bùng nổ sau hành động tự thiêu của Mohamed Bouazizi ngày 17 Tháng 12 năm 2010 tại Tunisia. Đảo chính tại Niger. Tai nạn máy bay ở Smolensk làm cho 96 người thiệt mạng, trong đó có Tổng thống Ba Lan, ông Lech Kaczyński.
- 2011: Cái chết của Steve Jobs. Nam Sudan giành độc lập. Nội chiến Syria bùng nổ. Động đất 9,0 richter ở Nhật Bản gây nên Thảm họa nhà máy hạt nhân Fukushima. Nội chiến tại Bờ Biển Ngà kết thúc sau khi bắt giữ cựu Tổng thống Laurent Gbagbo. Cái chết của Osama bin Laden, Muammar Gaddafi, và Kim Chính Nhật. Kim Chính Ân trở thành lãnh đạo tối cao Bắc Triều Tiên. Chiến tranh Iraq kết thúc. Bạo loạn bùng phát trên khắp nước Anh. Đánh bom tại Sân bay Quốc tế Domodedovo. Vụ đánh bom ở Mogadishu, Somalia. Dân số thế giới đạt 7 tỷ người.
- 2012: Xung đột ở Bắc Mali, MNLA tuyên bố Azawad trở thành một nhà nước độc lập, nhưng không được công nhận. Bão Sandy giết chết 209 người ở Bắc Mỹ, trong khi cơn bão Bopha giết chết hơn 1.600 người ở Philippines. Felix Baumgartner trở thành người đầu tiên phá vỡ rào cản âm thanh bằng cách nhảy dù. Điệu nhảy Gangnam Style đạt được 1 tỉ lượt xem trên YouTube. Xung đột ở Cộng hòa Trung Phi. Hội nghị biến đổi khí hậu của Liên Hợp Quốc đồng ý gia hạn Nghị định thư Kyoto đến năm 2020. Cuộc đảo chính ở Guinea-Bissau.
- 2013: Quân đội Pháp can thiệp vào nội chiến ở Bắc Mali. Sao băng Chelyabinsk rơi trên bầu trời nước Nga. Francis trở thành Giáo hoàng. Các cuộc tấn công khủng bố xảy ra ở Boston và Nairobi. Edward Snowden tiết lộ các tài liệu mật liên quan đến chương trình theo dõi người dân của NSA. Tổng thống Ai Cập Mohamed Morsi bị phế truất bởi quân đội trong một cuộc đảo chính. Các cuộc biểu tình ở Ukraine. Cuộc tấn công bằng hơi độc tại Ghouta, Syria làm 1400 người chết. Siêu bão Haiyan giết 6150 người khi quét qua Philippines và Việt Nam. Cái chết của Hugo Chávez, Nelson Mandela, Võ Nguyên Giáp và Margaret Thatcher. Xung đột bùng nổ ở Nam Sudan. Uruguay trở thành quốc gia đầu tiên hoàn toàn hợp pháp hóa cần sa.